# Coronata (Genova)
Coronata (Cônâ /kuːˈnaː/ in ligure) è un quartiere di Genova, compreso nell'unità urbanistica di Cornigliano del Municipio VI Medio Ponente.

## Descrizione

### Toponimo
Il toponimo deriva probabilmente dal latino colonatus, istituto che regolava nel tardo impero lo stato dei coltivatori agricoli alle dipendenze dei proprietari terrieri, vincolandoli alla terra per tentare di arginare l'abbandono delle campagne.

### Territorio

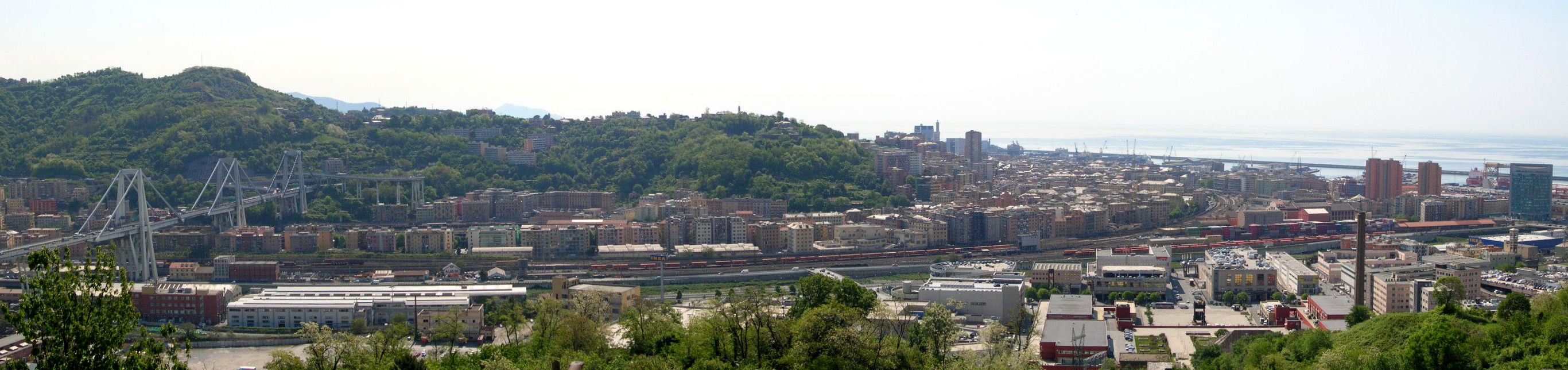
Panorama da Coronata verso Campi e Sampierdarena

La collina di Coronata, ultima propaggine verso il mare della dorsale che divide le valli dei torrenti Polcevera e Chiaravagna, si estende alle spalle dell'abitato di Cornigliano e domina la piana di Campi e il tratto finale del Polcevera. Il paese antico non presenta un nucleo compatto di case ma trattandosi di un insediamento di origine contadina è composto di case e ville sparse tra i campi. Nonostante parte dei versanti collinari sia stata pesantemente edificata nel secondo dopoguerra, l'area di Coronata costituisce un polmone verde nel cuore del ponente genovese, nel corso del Novecento pesantemente penalizzato dalle industrie.
Poco al di sotto del culmine del colle, a 137 m slm, sorge il Santuario di N.S. Incoronata; dal piazzale sottostante al santuario, dove si trova il secentesco oratorio di N.S. Assunta, si può godere di un'ampia vista sul tratto finale della val Polcevera, in particolare sulla località di Campi, sui quartieri di Rivarolo e Sampierdarena e sulla collina di Belvedere, sul versante opposto della valle.

## Storia
Il villaggio di Coronata, formato da case sparse sulla collina, lungo le vie che dal mare di Cornigliano conducevano verso l'interno, esisteva già in epoca romana. Anticamente era chiamato Columnata, nome attestato su un documento del XII secolo. Alla fine di quello stesso secolo, con la trasformazione dell'antica chiesa di San Michele nel santuario mariano, prese il nome di Santa Maria Incoronata, e in seguito divenne semplicemente Coronata.
Sulla collina e lungo le vie di accesso da Cornigliano sono numerose le ville patrizie, sorte dal XVI al XVIII secolo come residenze estive delle più note famiglie dell'aristocrazia genovese, tra le quali De Ferrari, Pallavicini e Brignole Sale.
Nel complesso formato da due di queste, le ville Pittaluga-Font e Pittaluga-Piuma, nel 1945 il cappuccino padre Umile (al secolo Giovanni Giuseppe Bonzi, 1898-1969) fondò il "Sorriso Francescano", un centro per l’accoglienza di minori abbandonati o in difficoltà, tuttora attivo.
La collina di Coronata, fino alla fine dell'Ottocento zona prevalentemente agricola famosa per i suoi vigneti, negli anni cinquanta e sessanta del Novecento ha visto una notevole espansione edilizia su tutto il versante sud della collina, affacciato su Cornigliano. Per contro, il versante a ovest, che digrada verso Borzoli, presenta un paesaggio agricolo tradizionale ancora ben riconoscibile.
Coronata dà il nome al pregiato vino bianco DOC Val Polcevera Coronata, citato anche dal Giustiniani nel 1535, ma già prodotto nei secoli precedenti. Questo vino, definito dal Casalis "de' più squisiti del genovesato" viene prodotto ancora oggi anche se in quantità limitata.

## Monumenti e luoghi di interesse

### Santuario di Nostra Signora Incoronata

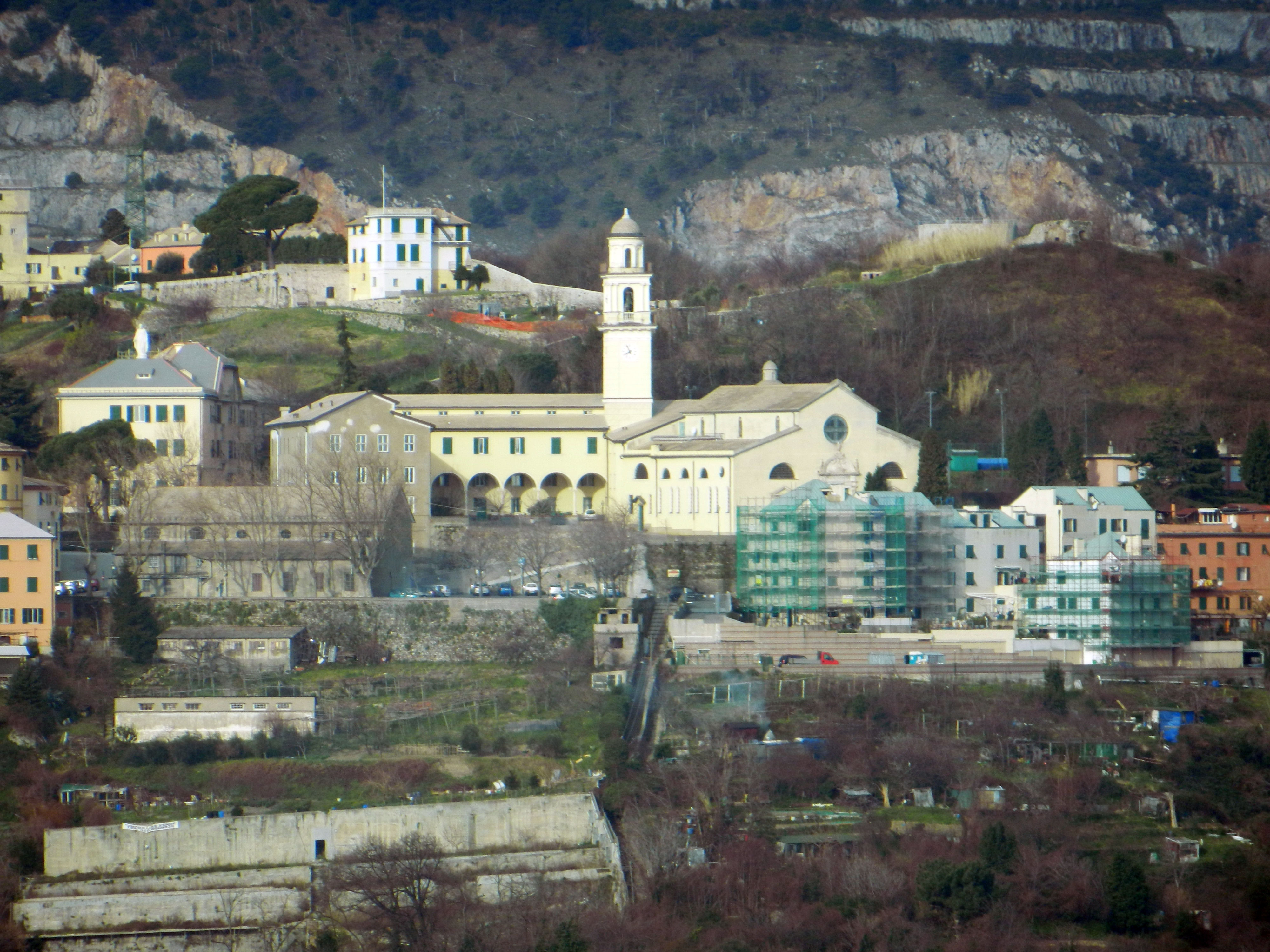
La chiesa di Santa Maria e San Michele Arcangelo

Il santuario di N. S. Incoronata, uno dei più antichi santuari mariani della Liguria venne costruito nel XII secolo su una preesistente cappella dedicata a S. Michele.
Appartenne dapprima ai cistercensi e poi ai Canonici Regolari di Sant'Agostino, confluiti nel 1825 nella congregazione dei Canonici Lateranensi, che ancora oggi reggono la parrocchia.

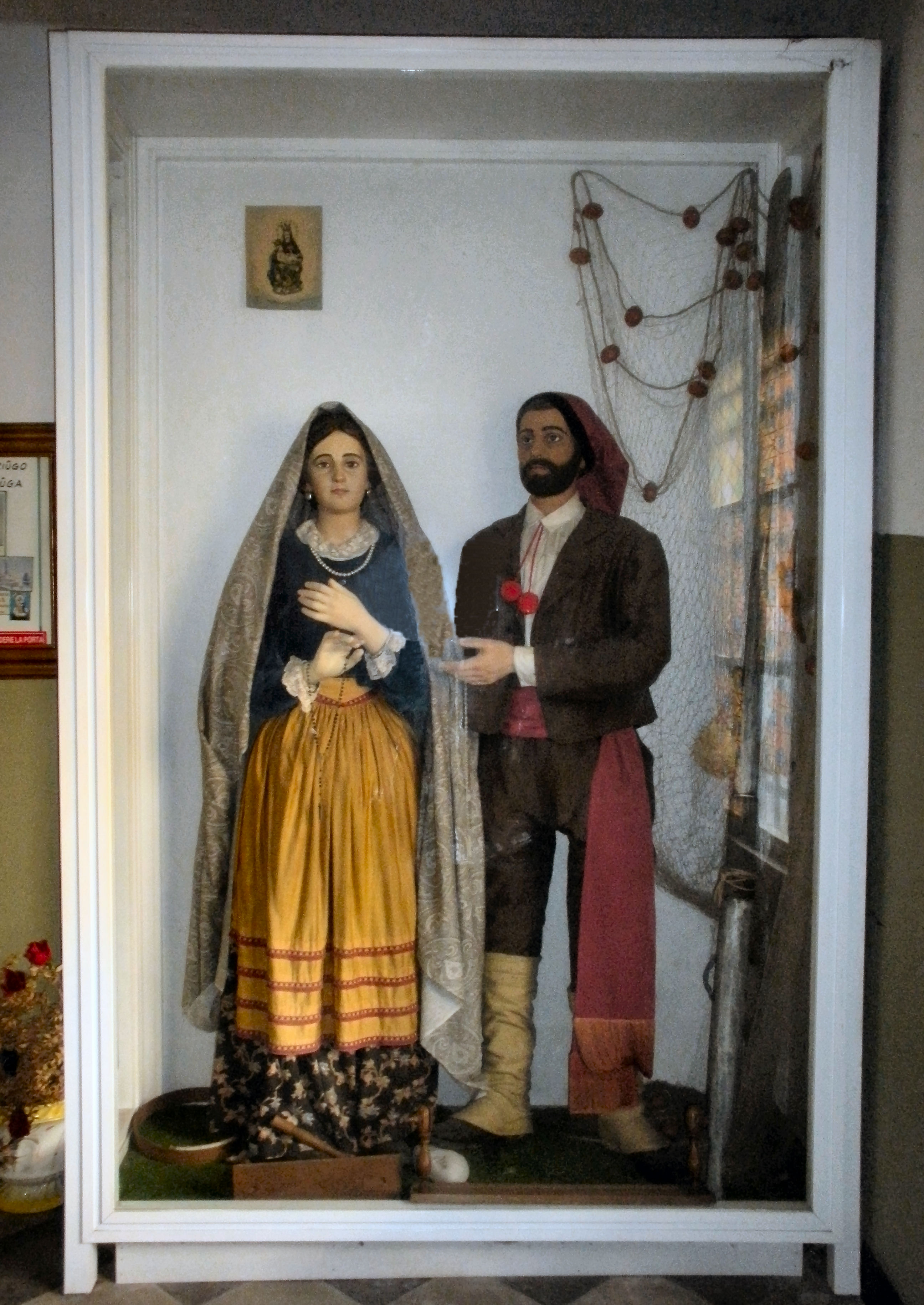
Le statue del Pacciûgo e della Pacciûga

La chiesa fu completamente ricostruita alla fine del Quattrocento in stile romanico-rinascimentale, con il patrocinio degli Spinola e del cardinale Giuliano Della Rovere (il futuro papa Giulio II). Trasformata in stile barocco nel XVIII secolo, nella prima metà del Novecento venne ripristinato l'originario stile romanico-rinascimentale.
La chiesa appena restaurata e l'annesso convento furono quasi completamente distrutti dai bombardamenti della seconda guerra mondiale; la nuova ricostruzione fu completata nel 1955, ma la chiesa rimase nuovamente chiusa dal 1963 al 1971 per i danni provocati dalla costruzione della sottostante galleria dell'Autostrada A10.
La chiesa si presenta esternamente in stile rinascimentale, frutto della fedele ricostruzione dell'edificio cinquecentesco distrutto dai bombardamenti. L'interno ha tre navate e cinque cappelle laterali. L'opera d'arte di maggior pregio conservata nella chiesa è il trittico cinquecentesco raffigurante la Sacra Famiglia e santi. La tavola centrale, in passato ritenuta di Perin del Vaga, è stata recentemente attribuita a Girolamo Siciolante da Sermoneta, mentre i pannelli laterali con le figure degli apostoli Pietro e Paolo sono opera del cosiddetto Pancalino, nome collettivo con cui viene indicata una bottega in cui operarono vari pittori, tutti appartenenti alla stessa famiglia.
Nella galleria degli ex voto sono esposte due statue lignee, chiamate popolarmente Pacciûgo e Pacciûga, raffiguranti una coppia di sposi nei tipici costumi genovesi del Settecento. Ai due personaggi è legata una leggenda popolare ambientata nell'XI secolo.

### Oratorio di N.S. Assunta

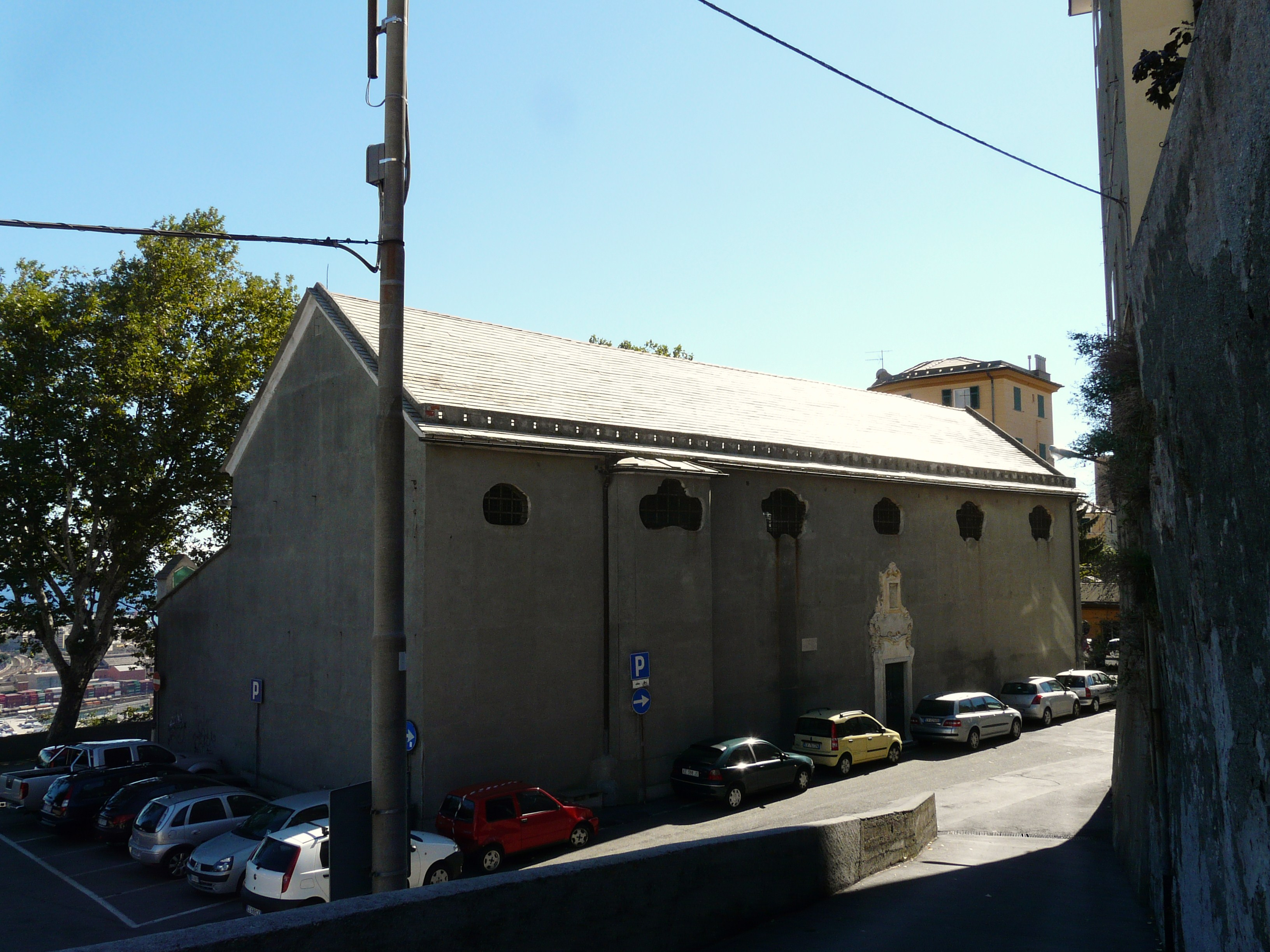
L'oratorio dell'Assunta

Nel piazzale sottostante al santuario si trova l'oratorio dell'Assunta, costruito nel 1640 dalla "Confraternita del Gonfalone" su un precedente oratorio quattrocentesco. Ad una modesta struttura architettonica esterna si contrappone la sontuosità dell'interno, pregevole esempio di barocchetto genovese, ornato con una ricca decorazione a stucco dorata, con affreschi di Giuseppe Palmieri e dipinti di Giovanni Raffaele Badaracco, considerati tra i capolavori di questo pittore. Completano l’interno il coro ligneo e tre altari in marmo policromo. Benché gravemente danneggiato dai bombardamenti della seconda guerra mondiale, nel dopoguerra, durante i restauri della chiesa, fu sede delle attività parrocchiali fino al 1955, ed ancora dal 1963 al 1971. Venne a sua volta ristrutturato tra il 1978 e il 1987.

### Istituto San Raffaele
Lungo la via che sale da Cornigliano, poco prima del piazzale del santuario, sorge l'imponente struttura dell'istituto San Raffaele, costruito nel 1887 da Cesare Parodi su incarico della Duchessa di Galliera come ricovero per anziani e ammalati cronici nelle vicinanze della propria villa di famiglia (Villa De Ferrari-Galliera). La duchessa volle intitolare il complesso a San Raffaele, in memoria del marito, il duca di Galliera Luigi Raffaele De Ferrari, da poco scomparso.
Il grande edificio a padiglioni, con una superficie complessiva di 12.000 metri quadrati ed al quale è annesso un grande parco, appartiene dal 1923 al comune di Genova. Dal 2015 ospita i richiedenti asilo in carico alla prefettura di Genova e dal 2017 è stato concesso in comodato gratuito all'ufficio Migrantes della curia genovese. Il centro è in grado di ospitare 250 migranti.

### Chiesa e convento dei cappuccini di Campi

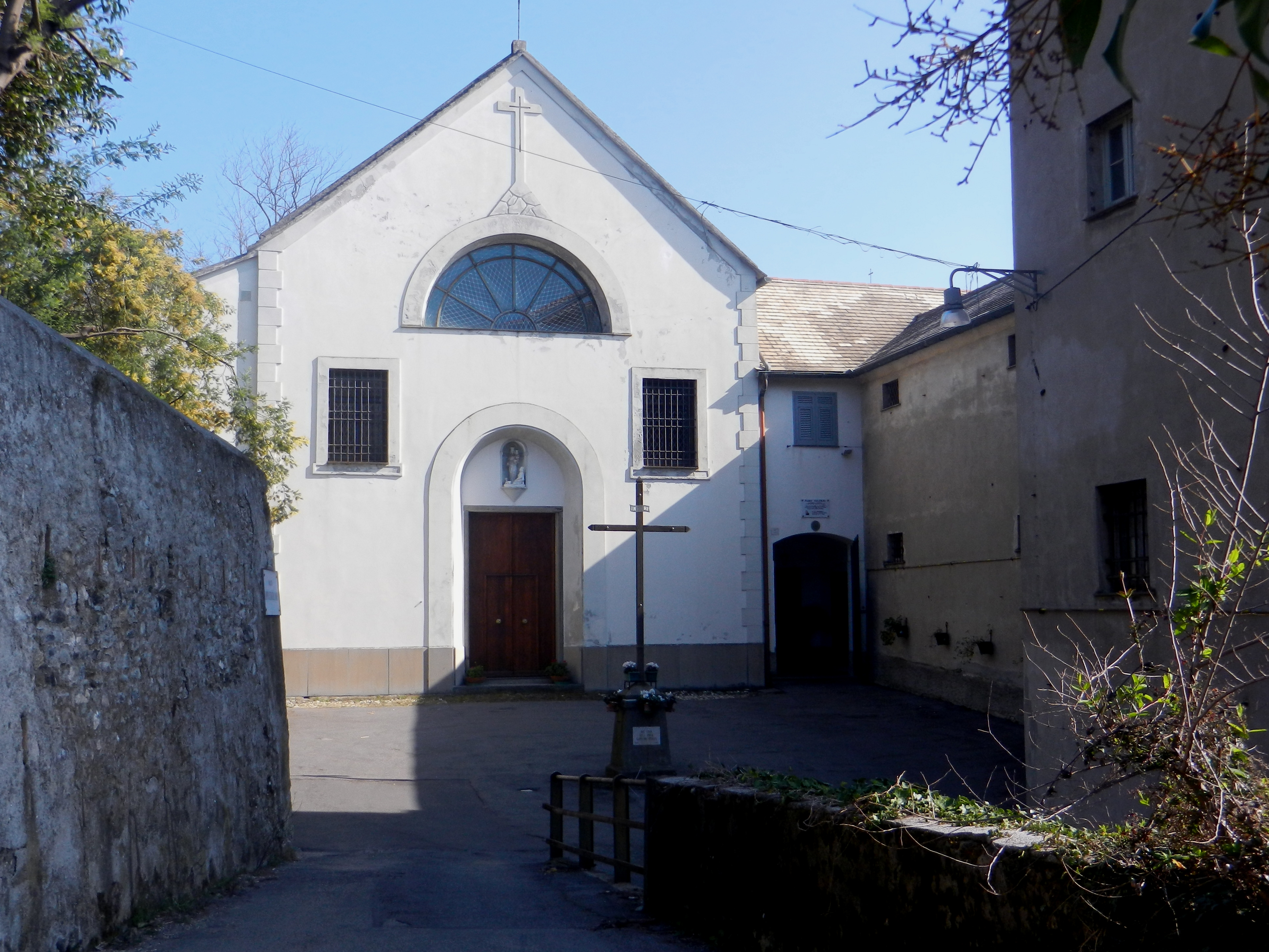
La chiesa della Stimmate di San Francesco, annessa al convento dei cappuccini

Poco sotto il piazzale del santuario, sul versante della collina verso Campi, lungo la salita "Cappuccini di Campi", l'antica crêuza che collega Campi a Coronata, si trova il convento dei frati cappuccini, fondato nel 1621 e consacrato il 4 ottobre 1655. Il complesso rimase chiuso tra il 1810 e il 1815 per le leggi di soppressione napoleoniche degli ordini religiosi. Ingrandito ed abbellito nel 1828 dal marchese Alessandro Pallavicini, venne nuovamente chiuso nel 1855 per le nuove leggi di soppressione del governo sabaudo, ma tornò ai cappuccini grazie alla marchesa Francesca Balbi Brignole che lo acquistò dallo Stato.

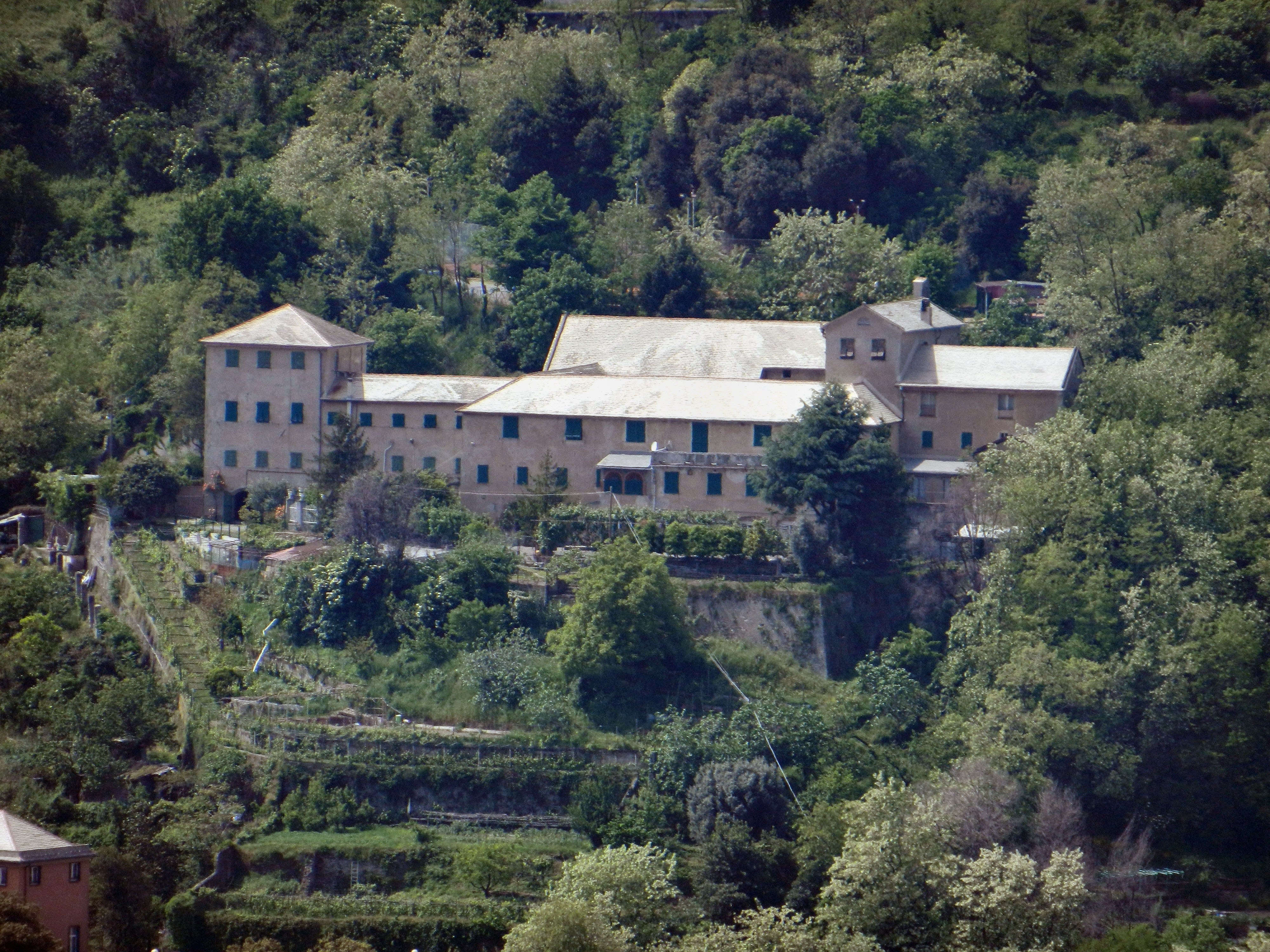
Il convento dei cappuccini di Campi

Un tempo era circondato da orti che si estendevano su tutto il versante collinare. Oggi è utilizzato come sede per ritiri spirituali e convitto per studenti.

### Badia del Boschetto

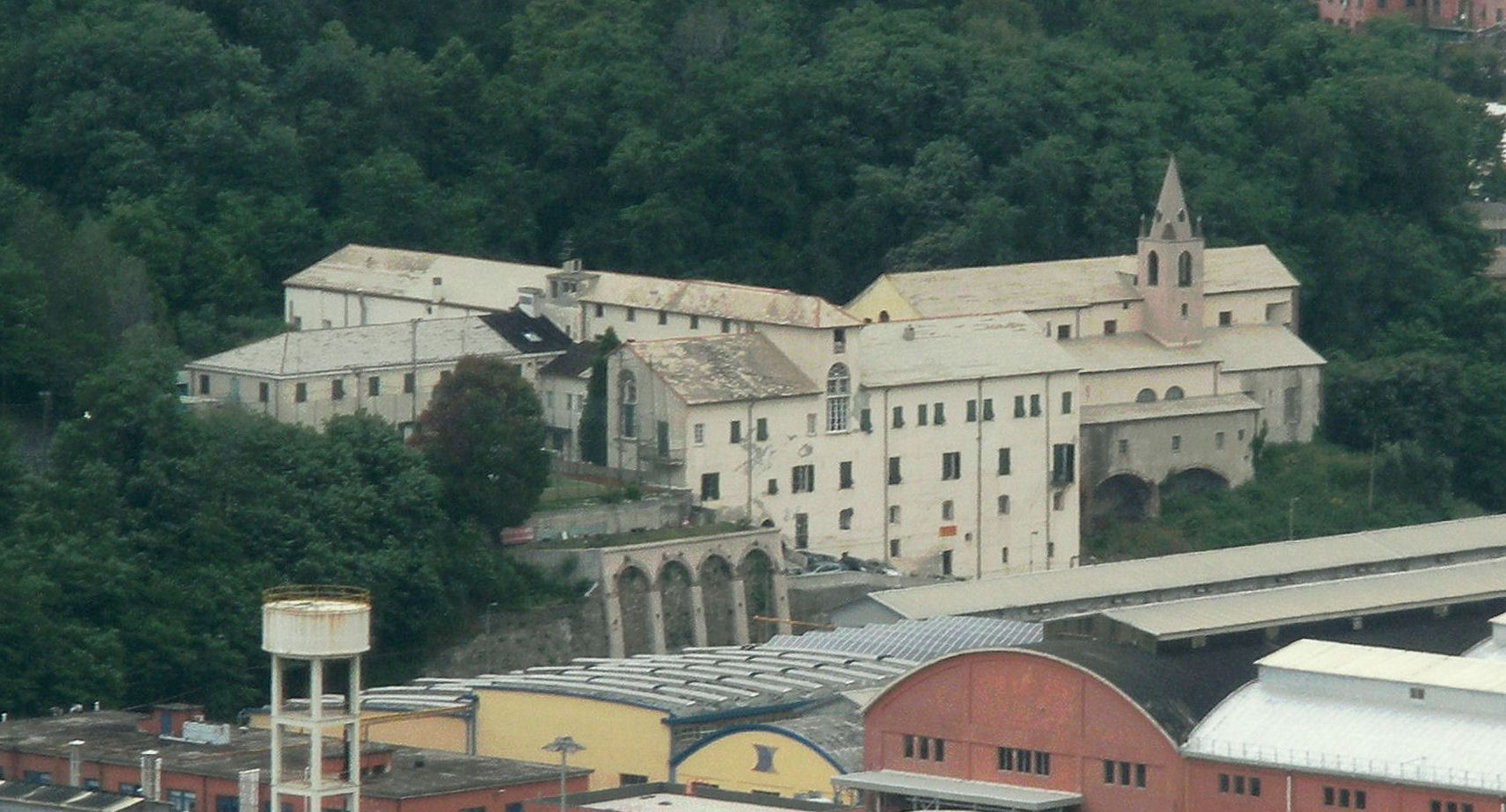
La badia del Boschetto

Al limite del territorio di Coronata, al confine con il quartiere di Rivarolo, ma compresa nella giurisdizione parrocchiale del santuario di Santa Maria e San Michele Arcangelo, sorge la badia benedettina di S. Nicolò del Boschetto. 
Fondata nel XIV secolo come abbazia della famiglia Grimaldi, nel 1410 vi si insediarono i benedettini, che grazie al finanziamento delle maggiori famiglie patrizie genovesi del tempo vi costruirono il monastero e fra alterne vicende vi sarebbero rimasti fino alla metà del XX secolo.
Il complesso comprendeva anche un ospitale per viandanti, trovandosi in corrispondenza di un importante guado sul Polcevera. Nel 1507 vi sostò il re di Francia Luigi XII, venuto alla riconquista di Genova, come ricorda il Guicciardini nella Storia d'Italia.
Dal 1960 il complesso è affidato alla Piccola opera della Divina Provvidenza, che oltre ad officiare la chiesa, attraverso associazioni di volontariato promuove attività sociali e culturali.

### Le ville

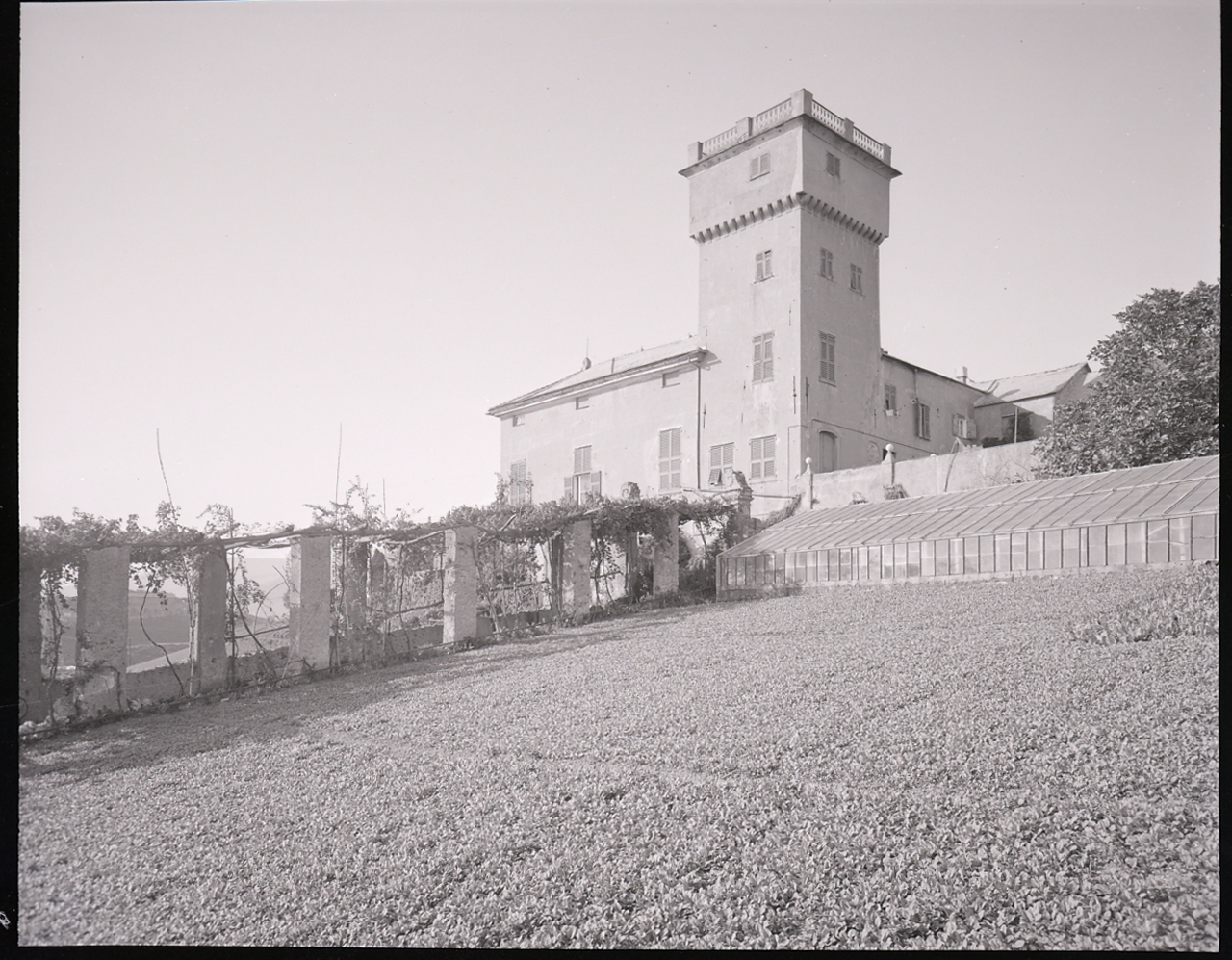
La cinquecentesca villa Asplanati-Morsello. Foto di Paolo Monti, 1963

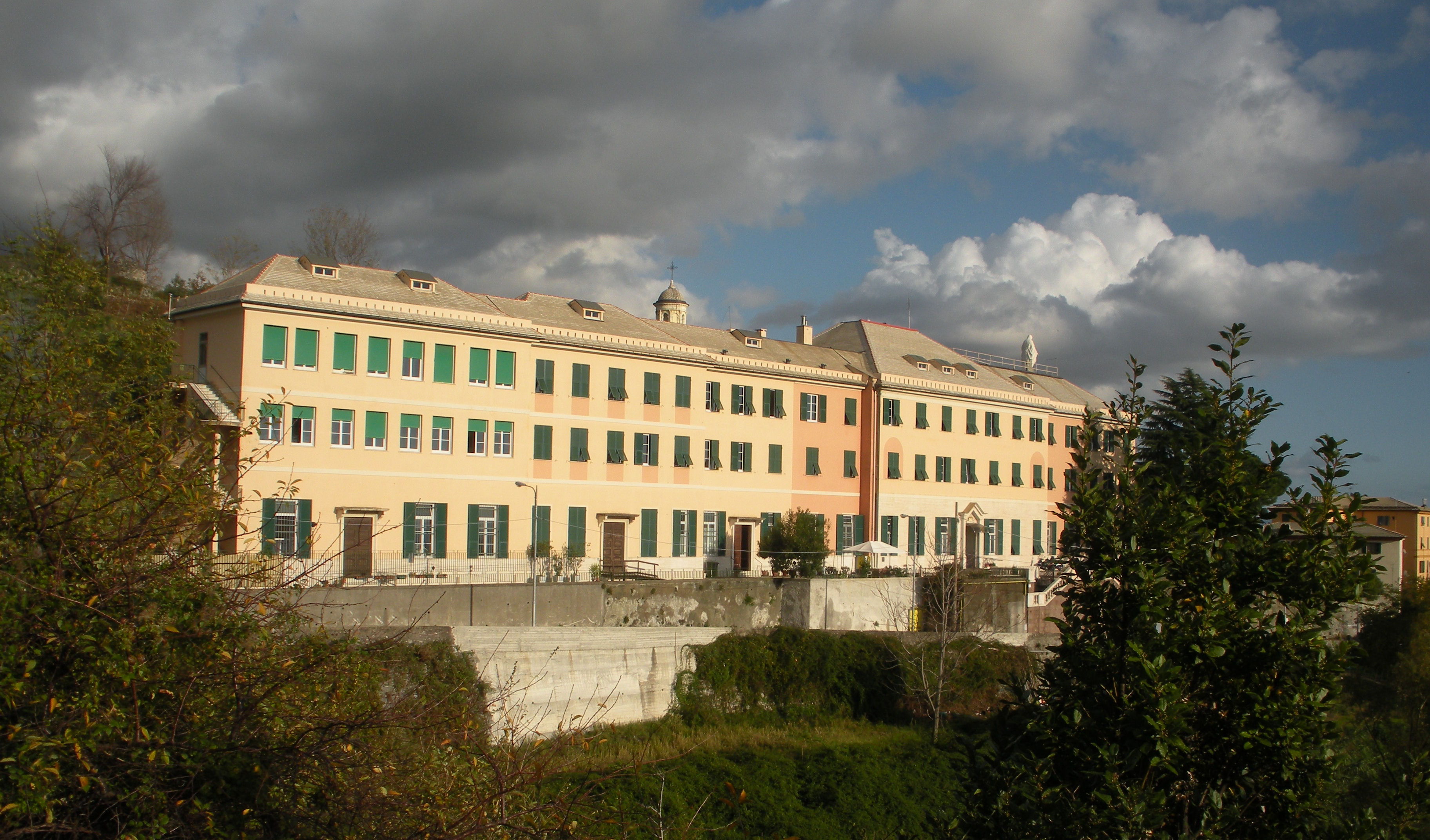
La villa De Ferrari Galliera, oggi casa di riposo villa Immacolata

Tra le numerose ville tuttora presenti sulla collina di Coronata, spesso al centro di vaste tenute agricole, si possono citare in particolare la villa Asplanati e la villa De Ferrari Galliera.
- Villa Asplanati Morsello, via Monte Guano 5. Villa con torre, costruita nel XVI secolo, sorge a 180 m slm, al culmine collina di Coronata, ed è ancora circondata da una vasta area ad uso agricolo. Oggi suddivisa in appartamenti privati, conserva affreschi attribuiti ad Aurelio Calvi.[17][18]
- Villa De Ferrari Galliera, via Monte Guano 1. Il palazzo appartenuto ai duchi di Galliera sorge accanto al santuario. Si trovava al centro di una vasta tenuta agricola coltivata a vigneti della quale resta ancora una parte a valle della strada. Oggi è adibita a casa di riposo per anziani (Istituto Maria Immacolata).[18]

## Infrastrutture e trasporti

### Strade
La località è raggiungibile da Cornigliano con una tortuosa e stretta strada che dalla piazza Massena porta al piazzale del santuario di N.S. Incoronata. Lungo la via si alternano antiche ville e moderni caseggiati. Un'altra strada, ancora più stretta e transitabile con difficoltà, perciò frequentata solo dal traffico locale, conduce a Borzoli, ricalcando in parte il percorso di antiche vie.

#### Viabilità antica
Anticamente la collina di Coronata era al centro di diverse vie di internamento che dal mare di Cornigliano conducevano nell’entroterra. La principale iniziava dalla chiesa di San Giacomo Apostolo di Cornigliano, di cui porta il nome, e raggiunge via al Forte di Monte Guano, da dove si poteva scendere a Borzoli e Fegino, dove incrociava le piste provenienti da Sestri Ponente, Rivarolo e dall’alta val Polcevera. Lungo la crêuza sorgevano diverse ville, alcune delle quali oggi ridotte a ruderi, circondate da orti e vigne, che in passato producevano il rinomato vino bianco di Coronata.
La discesa verso il crocevia di Borzoli, che oggi avviene lungo la carrozzabile denominata via al forte di Monte Guano, seguiva un tempo la pista detta del "Purgatorio", ripida e ombrosa, una cui diramazione, oggi non più percorribile, il sentiero del Fringuello, raggiungeva direttamente il mare di Sestri Ponente.
Al piazzale del santuario salivano altre due strade, una in corrispondenza dell'abbazia del Boschetto e un'altra nell'area di Campi, passando presso il convento dei cappuccini. Queste strade risalivano la collina in corrispondenza dei guadi esistenti nella parte bassa del Polcevera, tra i pochi che consentivano, almeno nella stagione asciutta, il collegamento fra le due sponde del torrente con relativa facilità. L'alveo del torrente, formato da un infido terreno acquitrinoso, un tempo rendeva difficoltosi i collegamenti tra le due sponde, che non erano collegate da ponti e il guado era possibile solo in pochi punti.
File:Ponte Morandi Genova Campi 001.jpg

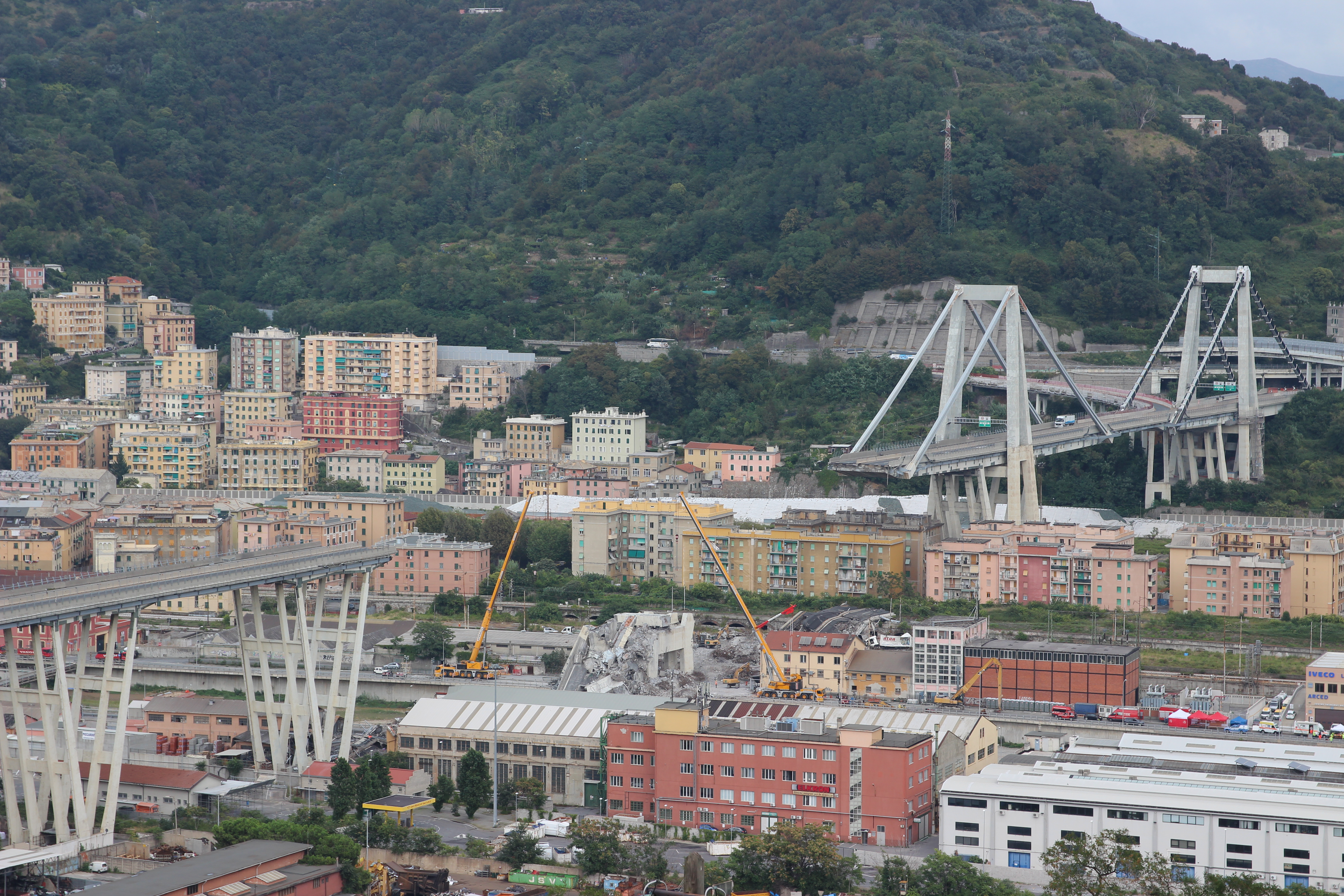
Il viadotto Polcevera (ponte Morandi), visto dal piazzale di Coronata pochi giorni dopo il crollo della campata centrale

### Autostrade
L'Autostrada A10, Genova - Ventimiglia sottopassa la collina di Coronata con una lunga galleria proprio in corrispondenza del santuario. Il casello autostradale più vicino è quello di Genova-Aeroporto.